# Enric Pérez i Farràs
Enric Pérez i Farràs (Lleida, 1884 - Cuautla, Mèxic 1949) fou un militar català.

## Biografia
És fill d'Enric Pérez i Dalmau i Teresa Farràs i Vila. Es va casar amb Elisabet Coëmans. El 1930 era comandant d'artilleria de l'exèrcit espanyol, i ja llavors participava en reunions clandestines d'oficials en contra de la monarquia d'Alfons XIII. Francesc Macià el nomenà cap del nou cos policial dels Mossos d'Esquadra. Durant els Fets del sis d'octubre de 1934 secundà la proclamació de Lluís Companys i participà en la defensa del Palau de la Generalitat assetjat per les tropes del general Domènec Batet.
Un cop rendit el Palau de la Generalitat, Pérez fou jutjat en un consell de guerra i condemnat a mort, però la pena li fou commutada. La victòria del Front d'Esquerres i del Front Popular a les eleccions generals espanyoles de 1936 va fer que fos indultat i alliberat. Recuperà el seu càrrec de cap de Mossos d'Esquadra i fou un dels oficials que contribuí a sufocar la revolta militar del general Manuel Goded Llopis el juliol de 1936 a Barcelona, en dirigir l'atac i la presa de l'edifici de la Capitania General de Catalunya.
Quan va esclatar la Guerra Civil espanyola, de seguida va posar la seva experiència militar a disposició del Comitè Central de Milícies Antifeixistes de Catalunya com a assessor tècnic. El 25 de juliol partia dins de la Columna Durruti en direcció al front d'Aragó com a assessor del mateix Bonaventura Durruti, però les discrepàncies entre els dos el convenceren de tornar a Barcelona.
Amb l'ocupació franquista de Catalunya s'exilià el 1939, i el 14 d'abril del 1942 embarcà a Marsella cap a Mèxic. Allà ocupà un càrrec important en un banc regentat pels germans Josep i Geroni Bertran i Cusiné. Col·laborà amb articles d'estratègia militar a la revista Quaderns de l'exili i proposà formar una unitat de soldats catalans al costat dels aliats durant la Segona Guerra Mundial.